# Finch West (Toronto Subway)

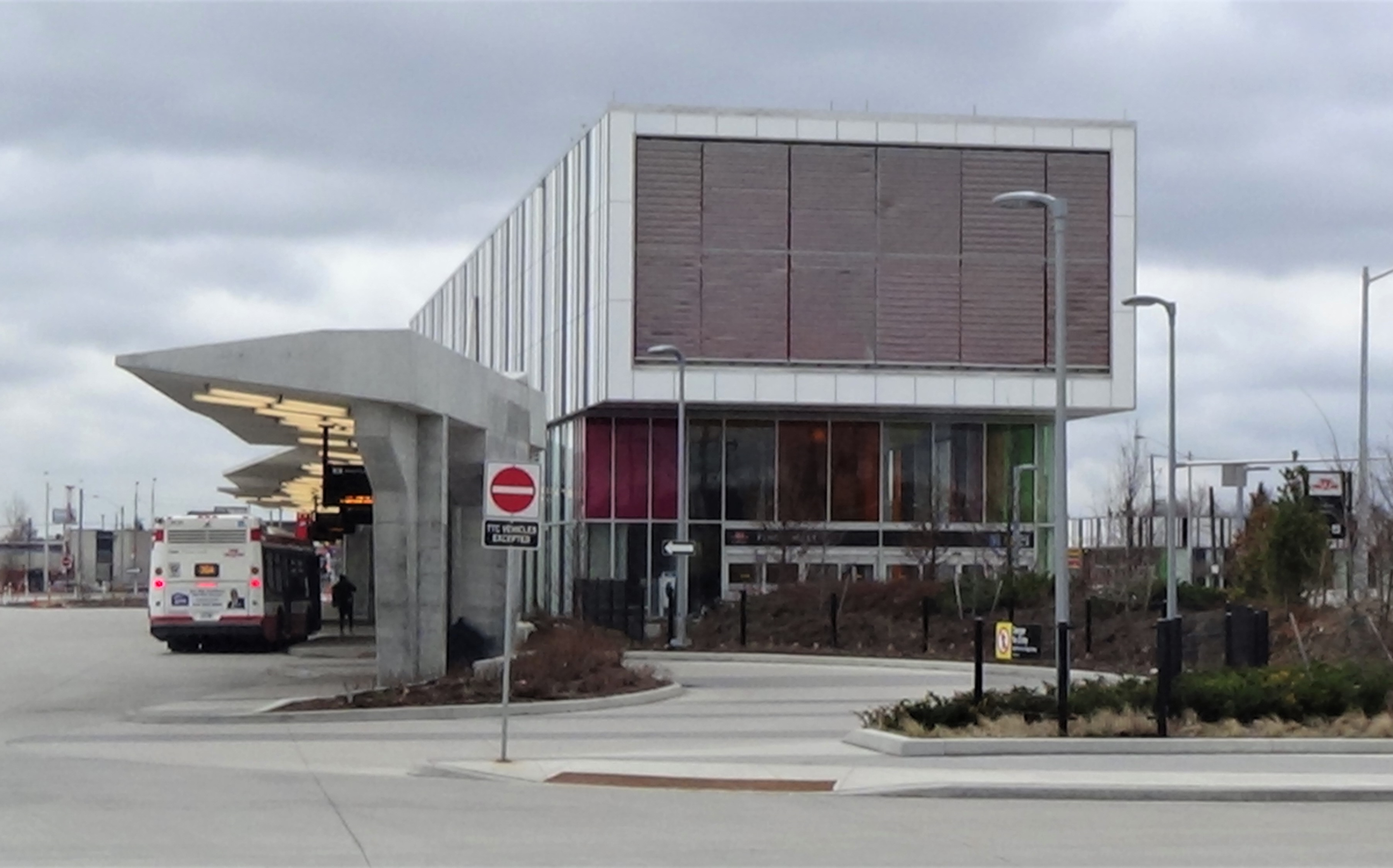
Station Finch West

Finch West ist eine unterirdische U-Bahn-Station in Toronto. Sie liegt an der Yonge-University-Linie der Toronto Subway, an der Kreuzung von Finch Avenue West und Keele Street. Die Station besitzt einen Mittelbahnsteig und wird täglich von durchschnittlich 17.660 Fahrgästen genutzt (2018).

## Station

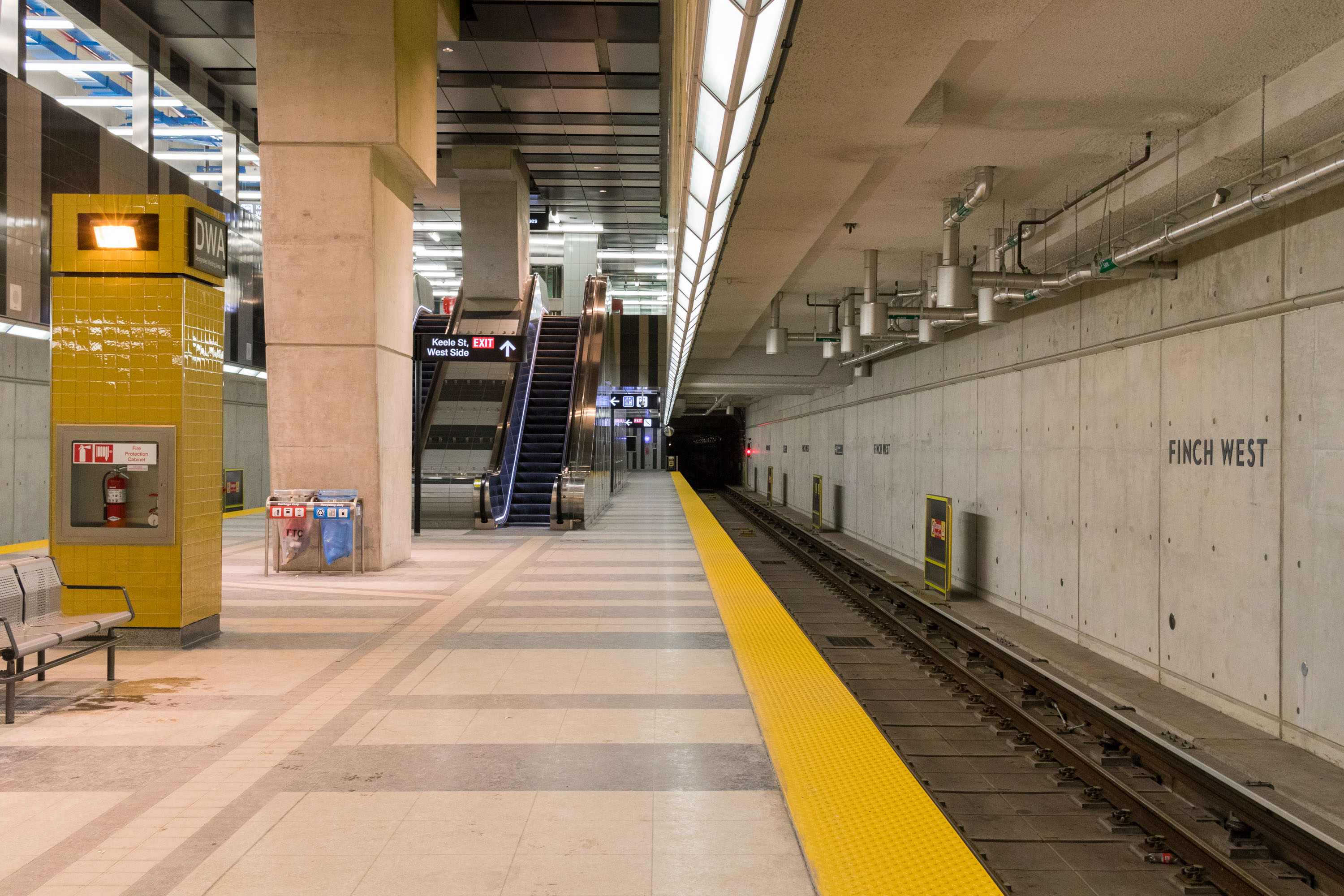
Blick auf den Bahnsteig

Der Haupteingang befindet sich nordöstlich der Kreuzung, hinzu kommt ein Nebeneingang auf der Nordwestseite. Das postmodernen Stationsgebäude wurde von einem Konsortium unter der Leitung des Architekturbüro Spadina Group Associates entworfen. Dessen Wände sind mit einem Strichcode-ähnlichen Muster verziert. Das zweite Stockwerk dient als Umspannwerk und ragt über den Eingangsbereich hinaus, der zusätzlich durch Leuchtbänder akzentuiert wird. Das Dach ist begrünt. Der schottische Künstler Bruce McLean entwarf skulpturenartige Stützpfeiler im Eingangsbereich, auf dem unterirdischen Mittelbahnsteig und im angebauten Busbahnhof. Nördlich der Station befindet sich eine Park-and-ride mit 358 kostenpflichtigen Parkplätzen. Es bestehen Umsteigemöglichkeiten zu fünf Buslinien der Toronto Transit Commission.

## Geschichte
Noch vor Baubeginn sorgte der Standort der Station Finch West für eine politische Kontroverse. Die Zeitung The Globe and Mail berichtete im März 2006, dass Immobilienunternehmen, die der Familie von Ontarios Finanzminister Greg Sorbara gehören, im Besitz jener Grundstücke seien, die unmittelbar südlich der Kreuzung von Finch Avenue West und Keele Street liegen. Diese Unternehmen würden von steigenden Grundstückspreisen profitieren, die der Bau der Subway-Verlängerung mit sich bringen würde. Sorbara hatte sich zuvor energisch für die Verwirklichung dieses Verkehrsprojekts eingesetzt.
Der offizielle Spatenstich für die Verlängerung der Yonge-University-Linie fand am 27. November 2009 statt. Die eigentlichen Tunnelbohrarbeiten begannen im Juni 2011. Um Platz für den Busbahnhof zu schaffen, musste die an der Keele Street gelegene Feuerwache Nr. 141 der Toronto Fire Services im Jahr 2012 abgebrochen werden; ein Ersatz entstand auf der gegenüberliegenden Straßenseite. Die Eröffnung der Station Finch West erfolgte am 17. Dezember 2017.
In naher Zukunft wird Finch West die Endstation einer Stadtbahnlinie werden. Die Finch-West-Linie wird 11 km lang sein und westwärts zum Humber College führen. Ende 2019 begannen die Bauarbeiten, die Eröffnung ist im Jahr 2023 vorgesehen. Die unterirdische Endstation der Stadtbahn, die über Seitenbahnsteige verfügt, war bereits beim Bau der U-Bahn erstellt worden. Bis zur Eröffnung der Finch-West-Line bleibt sie durch eine provisorische Wand vom übrigen Stationskomplex getrennt.